# Insu-Pu
Insu-Pu ist ein Kinder- und Jugendroman von Mira Lobe, der von einer Gruppe verschollener Kinder handelt, die auf einer einsamen Insel überleben müssen.

## Handlung
Das Land Urbien befindet sich im Krieg und ist Luftangriffen ausgesetzt. Michael, der Enkel des Präsidenten des befreundeten, aber nicht in den Krieg involvierten Staates Terranien, überredet seinen Großvater, Kinder aus dem Kriegsgebiet nach Terranien zu verschiffen und so in Sicherheit zu bringen. Wenig später startet ein Schiffskonvoi mit Kindern in Richtung Terranien, an Bord auch die Geschwister Stefan und Thomas. Das Schiff mit den Geschwistern läuft auf eine Mine und sinkt. Fast alle Kinder können mit Rettungsbooten auf die anderen Schiffe gerettet werden, nur das Boot mit Stefan, Thomas und neun weiteren Kindern an Bord treibt unbemerkt ab.
Das Boot strandet an einer einsamen Insel und die Kinder zwischen neun und sechzehn Jahren, vier Mädchen und sieben Jungen, sind auf sich allein gestellt. Schnell bildet sich eine Hierarchie heraus und das Älteste der Kinder, der Pfadfinder Oliver, wird zum Anführer der Gruppe. Die Kinder erkunden die Insel und jedes Kind bekommt eine seinen Fähigkeiten entsprechende Aufgabe zugewiesen. So schaffen es die Kinder, sich trotz einzelner Konflikte auf der Insel, die sie Insu-Pu nennen, häuslich einzurichten, zu versorgen und zu überleben. Sie errichten ein Haus, halten Haustiere und ersetzen ihre schnell verschlissenen Kleider durch Felle erlegter Tiere.
Michael verliert nicht die Hoffnung, dass die vermissten Kinder überlebt haben könnten. Da sein Großvater diese Hoffnung nicht teilt, begibt er sich eigenmächtig per Flugzeug auf die Suche nach den Vermissten, denen es gelungen war, aus einem auf der Insel abgestürzten Flugzeug heraus einen Funkspruch abzusetzen. Schließlich entdeckt er die Insel und die Kinder, die dann mit einem Schiff von der Insel abgeholt werden.

## Veröffentlichung, Hintergrund
Der Roman ist das Debüt von Mira Lobe. Er erschien zuerst 1948 in Tel Aviv in hebräischer Sprache unter dem Titel אי הילדים, „Insel der Kinder“. Er wurde später in mehrere Sprachen übersetzt. Mit dem Children’s Overseas Reception Board gab es 1940 tatsächlich ein britisches Evakuierungsprogramm für Kinder aus dem vom Krieg betroffenen Großbritannien. Es wurde eingestellt, nachdem am 18. September 1940 die City of Benares auf dem Weg nach Kanada versenkt wurde und 77 evakuierte Kinder zu Tode kamen.
Für die 1951 erschienene deutsche Fassung des Buches strich Lobe alle Bezüge zum Zweiten Weltkrieg. Während die hebräische Originalfassung und die englische Übersetzung vom Luftkrieg gegen England und von einer Evakuierung britischer Kinder in die Vereinigten Staaten handeln, befindet sich in der deutschen Fassung das fiktive Land Urbien im Krieg und die Kinder werden in das nicht vom Krieg betroffene Terranien verschifft. Auch haben die Kinder in dieser Fassung abweichende, deutschsprachige Namen.

## Verfilmung
Die BBC verfilmte den Roman 1984 als achtteilige Miniserie Children’s Island. In Deutschland wurde die Serie 1989 und 1991 unter dem Titel Elf kleine Insulaner auf Pro Sieben ausgestrahlt. Die Verfilmung folgt der Originalfassung des Romans mit den Bezügen zum Zweiten Weltkrieg.

## Rezensionen
„Mira Lobe spinnt eine fesselnde Geschichte, die man kaum wieder aus der Hand legen möchte. (…) Lobe gelingt es, jedem Kind seinen eigenen Platz in der Geschichte zu geben und dessen Besonderheiten herauszustellen. Schnell merken nicht nur die Kinder auf Insu-Pu, sondern auch die, die das Buch in Händen halten, dass jeder etwas Besonderes ist und seinen Teil zur Gesellschaft beitragen kann und muss. (…) Die erfolgreiche Autorin beweist mit diesem Buch, dass ihre bildhafte Sprache, die sich nahe am Kind bewegt, sowie der ständige Wechsel zwischen Dialog und Erzählung einen guten Erzählfluss entstehen lassen. So ist eine enge Bindung des Lesers an das Geschehen garantiert.“